# Avanos
Avanos, conocida en la antigüedad como Venessa, fue un importante asentamiento en diferentes épocas.
El nombre de la ciudad se supone que deriva del nombre Vanessa utilizado en la época romana. Tras las excavaciones arqueológicas realizadas en un túmulo cerca de Avanos se han encontrado restos pertenecientes al periodo antiguo Hitita, por otro lado, una necrópolis y las ruinas de un templo dedicado al culto del dios Zeus de la época helenística demuestran la importancia de la ciudad en distintas épocas.
Después de los bizantinos, Avanos estuvo durante muchos años bajo dominio de los Selyúcidas y en 1466 se anexionó al Imperio otomano.
En Avanos se encuentran dos mezquitas que pertenecen a la época otomana y selyúcida, una de ellas es la mezquita selyúcida Aladdin y la otra es la mezquita Yeraltı, que data del siglo XVI.
El río más largo de Turquía, el Kızılırmak, divide al pueblo en dos partes. Avanos, hoy en día es famoso por su alfarería y sus alfombras. La artesanía de la alfarería data de la época Hitita y se desarrolló particularmente en Avanos y sus alrededores.
La arcilla recogida del río y mezclada con la arena se utiliza para fabricar cerámica.
Con la utilización de los frigoríficos y con la instalación de agua corriente dentro de las casas en los años 60, los productos de cerámica empiezan a perder importancia.
Actualmente la alfarería regional de Capadocia, realizada por las nuevas generaciones de alfareros, sigue siendo una fuente de ingresos importante.
- Datos: Q790160
- Multimedia: Avanos / Q790160

1. ↑  Worldpostalcodes.org,código postal n.º 50500.